# Revolta Albanesa de 1910

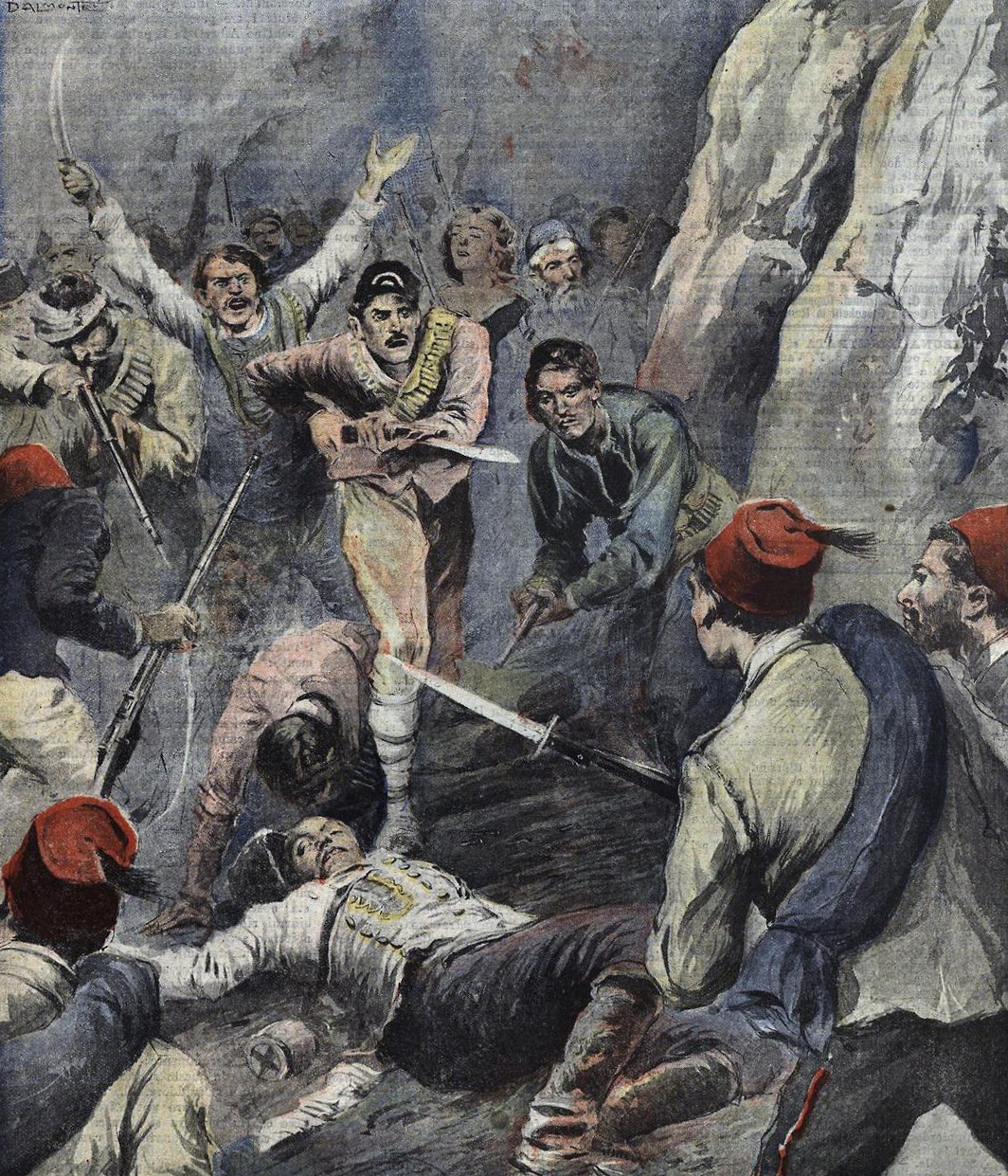
Representação da revolta por The Illustrated Tribune, agosto de 1910

A revolta albanesa de 1910 (albanês: Kryengritja e vitit 1910, lit. 'Levantamento de 1910', na historiografia albanesa) foi uma reação às novas políticas de centralização do governo dos jovens turcos otomanos na Albânia. Foi a primeira de uma série de grandes revoltas. Os rebeldes foram apoiados pelo Reino da Sérvia. Novos impostos cobrados nos primeiros meses de 1910 levaram Isa Boletini a atividade de convencer os líderes albaneses que já haviam se envolvido em uma revolta de 1909 para tentar outra revolta contra o Império Otomano. Os ataques albaneses aos otomanos em Priştine (agora Pristina) e Ferizovik (agora Ferizaj), o assassinato do comandante otomano em İpek (agora Peć) e o bloqueio dos insurgentes da ferrovia para Skopje no Kaçanik Pass levou ao otomano declaração do governo de lei marcial na área.
Após duas semanas de combates ferozes, as forças albanesas retiraram-se para a região de Drenica, enquanto o exército otomano tomou posse das cidades de Prizren e Yakova (agora Gjakova). Os otomanos retomaram İpek em 1º de junho de 1910 e dois meses depois entraram em Shkodër. As represálias contra a população albanesa incluíram várias execuções sumárias e o incêndio de muitas aldeias e propriedades. Muitas escolas foram fechadas, e as publicações no alfabeto albanês, que haviam sido aprovadas dois anos antes, no Congresso de Manastir, foram declaradas ilegais. Jornalistas e editores foram multados ou condenados à morte.

## Resultado
Embora o número de forças otomanas chegasse a 50 000, eles controlavam apenas as terras baixas e as cidades, e falharam em assumir o controle das regiões montanhosas. A pedido do comandante otomano Mehmet Shefqet Pasha, o governo otomano declarou a revogação do "Código Lekë Dukagjini", que era a lei das montanhas dos clãs albaneses. Alguns clãs albaneses foram buscar refúgio em Montenegro, solicitando uma anistia do governo otomano e a devolução das condições obtidas antes da rebelião. Isso não foi aceito pelo governo otomano, que também declarou a proibição do alfabeto albanêse livros nele publicados. As escolas de língua albanesa foram declaradas ilegais e a posse de um livro em letras albanesas tornou-se um ato penal. Forte em número e posição, a expedição otomana continuou sua marcha em direção ao centro e ao sul da Albânia, impondo as novas proibições. As escolas albanesas foram fechadas e as publicações em alfabeto latino foram declaradas ilegais. Vários jornalistas e editores foram multados ou condenados à morte, enquanto a entrada de livros albaneses publicados fora do Império Otomano foi proibida. Após esses eventos, a Albânia se tornou um terreno baldio para os patriotas albaneses e a cultura albanesa foi totalmente oprimida. Um ano depois, o sultão Mehmed V visitou Pristina e declarou anistia para todos os que participaram da revolta, exceto para aqueles que cometeram assassinato. As revoltas albanesas de 1910 e 1912 foram um ponto de inflexão que impactou o governo dos Jovens Turcos, que se moveu cada vez mais de uma direção política de pan-otomanismo e islamismo para uma perspectiva turca nacional singular.